# Кац, Артур Юрьевич
Артур Юрьевич Кац (бел. Артур Юр’евіч Кац; род. 26 декабря 1994, Минск) — белорусский футболист, защитник клуба «Молодечно-2018».

## Клубная карьера
Является воспитанником минского «Трактора». Затем в 2013 году перебрался в структуру БАТЭ, где играл за дублирующий состав. В 2015 году выступал на правах аренды за «Городею» в первой белорусской лиге. Дебютировал в её составе 3 мая в матче со «Звездой-БГУ». Кац вышел на поле после перерыва вместо Артема Комарова. Всего за команду провёл 5 матчей.
В следующем сезоне также на правах аренды выступал за «Смолевичи». Первую игру в новой команде провёл 30 апреля 2016 года против гомельского «Локомотива», выйдя в стартовом составе. После перерыва уступил место партнёру по команде Павлу Богушу. 25 июня забил свой первый и единственный гол в сезоне, довершив разгром «Лиды» (5:1). По итогам сезона принял участие в 20 матчах первенства, 19 из которых начал в стартовом составе, и забил один мяч.
По завершении контракта с БАТЭ покинул команду. В январе 2017 года проходил просмотр в «Городее», только вышедшей в высшую лигу. В феврале подписал с клубом контракт, однако, через две недели по результатам очередного учебно-тренировочного сбора тренерским штабом было принято решение с ним расстаться. После этого подписал контракт с минским «Лучом». В первом туре с гомельским «Локомотивом» дебютировал за основной состав команды, выйдя на 75-й минуте на замену. Главный тренер команды Иван Биончик использовал Каца на позиции левого защитника, благодаря чему он регулярно подключался к атакам команды и смог забить 9 мячей. По результатам сезона «Луч» занял первое место в турнирной таблице и завоевал путёвку в высшую лигу. 30 марта 2018 года в составе команды дебютировал в чемпионате Белоруссии, выйдя с первых минут на матч с «Минском». В конце года минская команда объединилась с «Днепром» и стала выступать под названием «Дняпро». По итогам сезона 2019 года команда заняла последнее место в таблице и была расформирована.
В начале 2020 года проходил просмотр в «Витебске», с которым в итоге подписал контракт. Первую игру за «северян» в рамках высшей лиги сыграл 5 апреля против своего бывшего клуба «Смолевичи». Кац появился на поле на первой компенсированной к основному времени матча минуте, заменив Артёма Гуренко. В дальнейшем на поле появлялся редко, преимущественно оставался на скамейке запасных, играл за дублирующий состав. В декабре 2020 года по окончании контракта покинул «Витебск».
В марте 2021 года стал игроком бобруйской «Белшины», которой по результатам сезона 2021 помог вернуться в Высшую лигу.
В феврале 2022 года перешёл в новополоцкий «Нафтан». Дебютировал за клуб 9 апреля 2022 года в матче против петриковского «Шахтёра». Дебютный гол забил 16 апреля 2022 года в матче против «Лиды». В своём следующем матче 30 апреля 2022 года отличился 2 результативными передачами против «Осиповичей». Вместе с клубом стал чемпионом Первой Лиги.
В феврале 2023 года продлил контракт с новополоцким «Нафтаном». В июне 2023 года футболист покинул клуб.
В июле 2023 года футболист присоединился к клубу «Молодечно-2018». В декабре 2023 года футболист покинул клуб. В январе 2024 года футболист продлил контракт с клубом.

## Достижения
«Луч» (Минск)
- Победитель Первой Лиги: 2017

«Нафтан»
- Победитель Первой Лиги: 2022

«Молодечно-2018»
- Победитель Первой лиги: 2024